# Montegrande (Chile)
Montegrande es una localidad chilena ubicada al interior del valle de Elqui, dentro de la comuna de Paihuano, en la Región de Coquimbo. Fue declarada Monumento Nacional en la categoría de Zona Típica en 1990. Es mayormente conocida por haber sido el lugar donde vivió la poetisa y premio Nobel de literatura Gabriela Mistral durante su infancia.

## Historia

### Origen
A comienzos del siglo XVIII existía en esta ubicación, una hacienda de enormes proporciones, denominada San Buenaventura de Montegrande, que daría origen al pueblo de Montegrande, cuyo propietario fue el capitán y alcalde de La Serena, Miguel Nicolás Pinto de Escobar y de las Cuevas, nacido en 1686, quien heredero de su padre, esta propiedad que contenía 70 mil parras y una bodega que alcanzaba los 80 metros cuadrados para almacenar vino y aguardiente.[cita requerida]
El historiador Cavieres Figueroa agrega sobre esta información que en 1760, después del fallecimiento de Miguel Nicolás, la hacienda San Buenaventura de Montegrande fue dividida entre dos heredas forzosas: su hermana Petronila Pinto de Escobar y doña Magdalena González-Campo y Pizarro del Pozo, su viuda, albacea de sus quince hijos Pinto de Escobar y González-Campo. Por entonces la viña estaba en plena producción y, en el contexto local, bastante bien aperada para la producción del vino y aguardiente.[cita requerida]

### Gabriela Mistral y otros residentes notables
Lucila Godoy Alcayaga, poetisa chilena mundialmente famosa por su seudónimo Gabriela Mistral, pasó parte de su infancia en la localidad, entre los tres y los nueve años. Vivió allí junto con su madre y su media hermana, y sus primeros estudios los realizó en la escuela rural de Montegrande, declarada Monumento Histórico en 1979.
A pesar de que había nacido en la cercana ciudad de Vicuña, Mistral consideraba a Montegrande como su ciudad natal, por lo que en su testamento pidió que sus restos fueran enterrados en la localidad, hecho que se materializó tras su muerte en 1957. Así mismo, Mistral legó a los niños de Montegrande los derechos de autor de sus obras publicadas en Sudamérica a quienes ya había transferido su renta vitalicia por el Premio Nacional de Literatura, que recibió en 1951.
Si bien su fallecimiento fue en otro país, se realizó el traslado de su cuerpo para realizar el entierro en su tierra natal, inicialmente enterrada en el Cementerio General de Santiago, en el año 1961 sus restos fueron exhumados y trasladados a Montegrande, Paihuano, donde se le construyó un mausoleo, nombrado como el Mausoleo de Gabriela Mistral. 
Su tumba fue declarada Monumento Histórico en 1961. Así mismo, Mistral legó a los niños de Montegrande los derechos de autor de sus obras publicadas en Sudamérica.
La casa en donde fue criada la poetisa fue declarada monumento histórico el 24 de agosto de 1979. En la actualidad las instalaciones funcionan como casa museo.
En 1990 fue declarado Zona Típica al sector en Montegrande que tiene relación con la poetisa Gabriela Mistral, se constituye de la Iglesia de Montegrande, la casa de Gabriela, su tumba, el mausoleo, y una antigua casa de fundo cercana a la plazoleta del pueblo. 

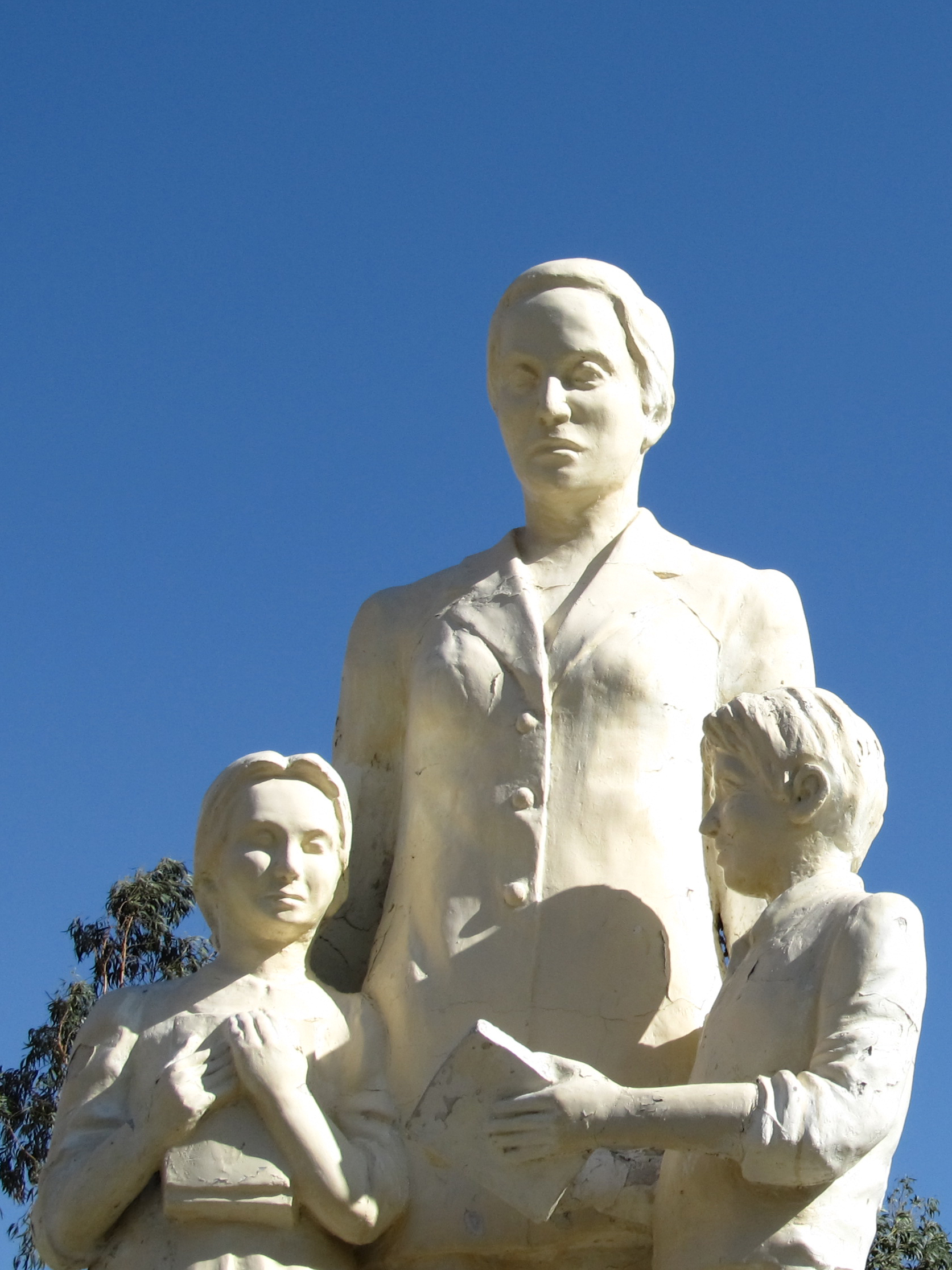
Monumento a Gabriela Mistral en Montegrande.
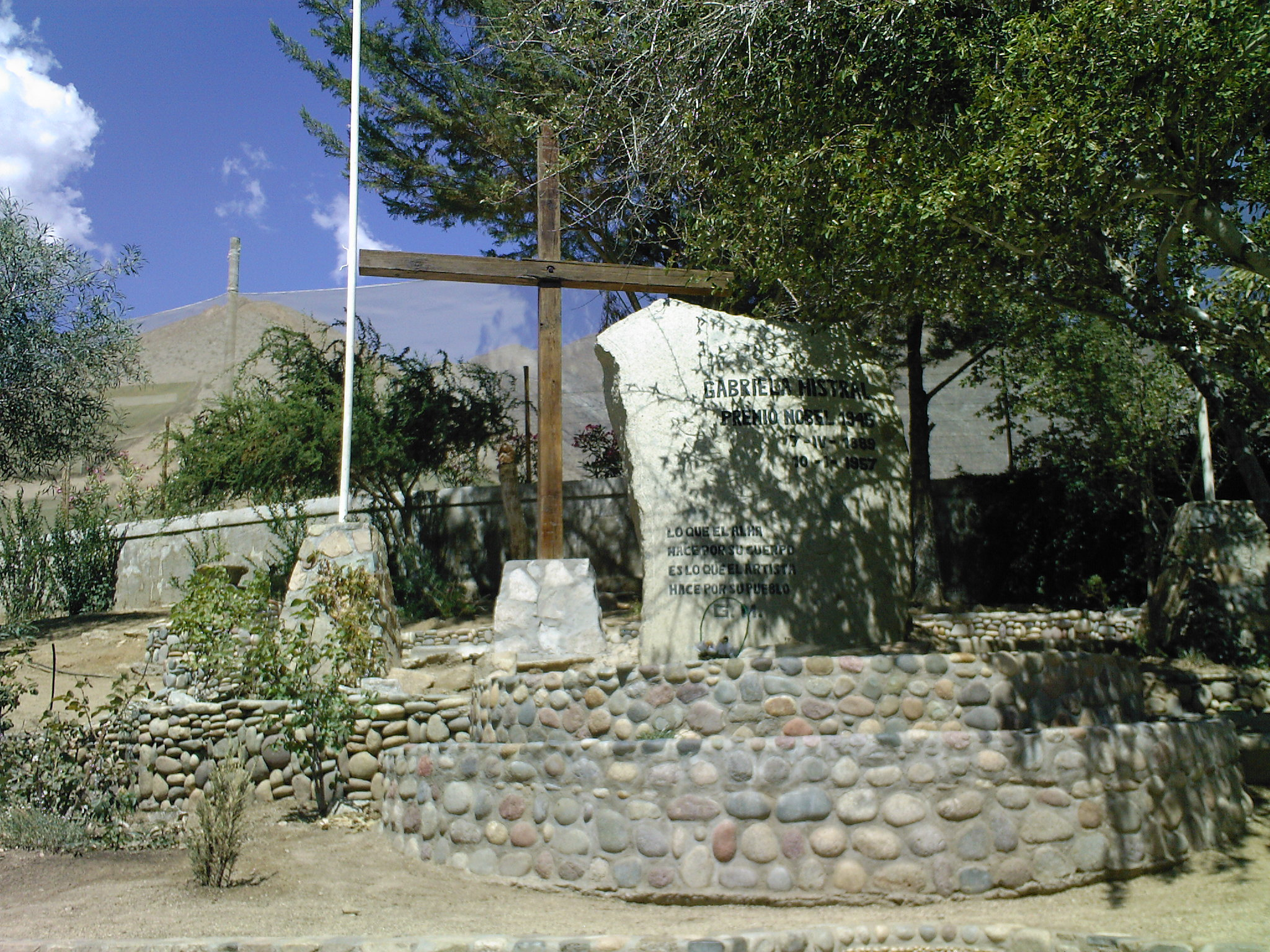
Tumba de Gabriela Mistral.
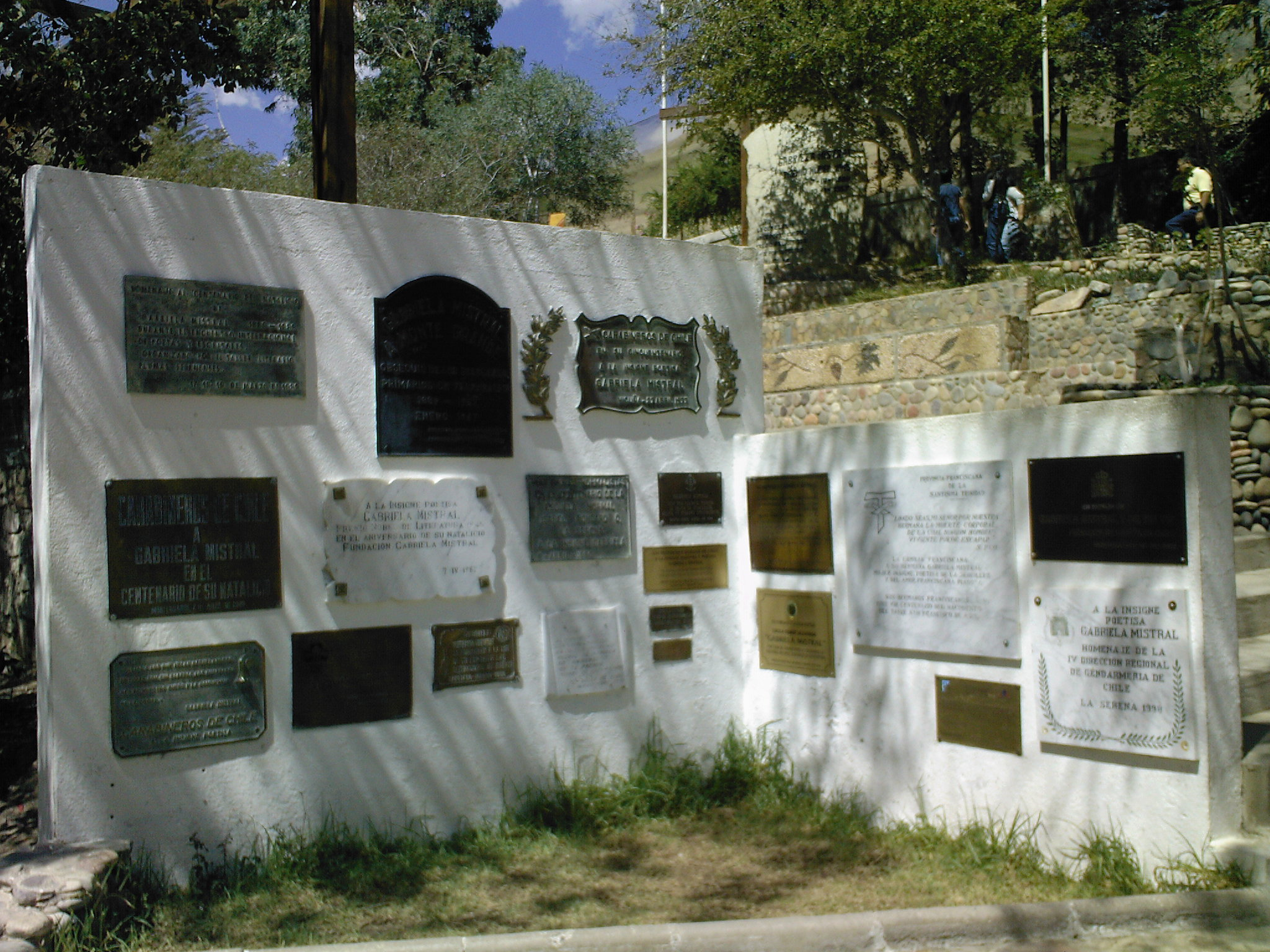
Placas en la tumba de Gabriela Mistral.

Otro de los residentes célebres de la localidad fue el biólogo chileno Francisco Varela, quien pasó su infancia en Montegrande, lugar donde fueron esparcidas sus cenizas, en la hacienda de su abuelo, Luis Varela Pinto.